# كايليوس فيبينا
كايليوس فيبينا ( Etruscan Caile Vipina ) من حضارة الأتروسكان النبلاء الذين عاشوا 750 قبل الميلاد وشقيق أولوس فيبينا ( إتروسكان أفيلي فيبينا ).
عند وصوله إلى روما ساعد فيبينا رومولوس في حروبه ضد تيتوس تاتيوس .  كما تم تسجيل هو وشقيقه أولوس على أنهما ساعدا الملك تاركوينيوس سوبربوس على الرغم من أن تاركوينيوس سوبربوس عاش حوالي خمسة أجيال بعد رومولوس.
يمكن العثور على جرة دفن منقوشة عليها أرانث كولي فيبين في وديعة الآلهة في تشيوسي بإيطاليا. من المحتمل أن الرماد الموجود بداخله ينتمي إلى إتروسكان مختلف بنفس الاسم. 

## في الأسطورة
يبدو أن "كايليوس فيبينا" و "أولوس فيبينا" كانا شخصيات معروفة في أسطورة الإتروسكان. أشار كلاوديوس في خطاب لمجلس الشيوخ إلى "مغامرات" كايليوس فيبينا ورفيقه "ماستارنا" الذي يشبهه كلاوديوس بـ "سيرفيوس توليوس". وزعم كلاوديوس أن "ماستارنا" غادر إتروسكان مع بقايا جيش كايليوس واحتل تلة "كاليان" ، وأطلق عليها اسم فيبينا.

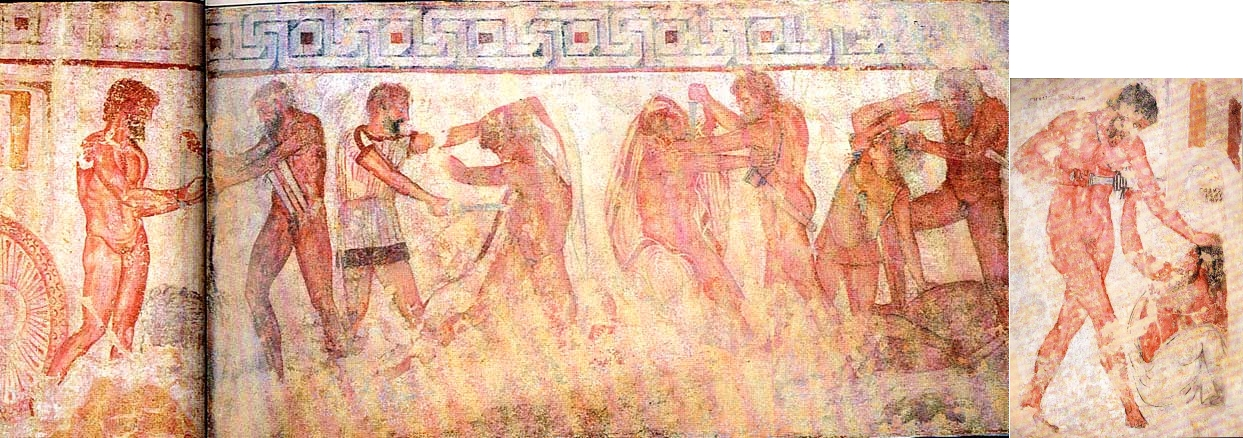
فريسكو في قبر فرانسوا: تحرير كايليوس فيبينا ، من اليسار إلى اليمين : كايل فيبينا ، ماستارنا ، لارث أولتس ، لاريس باباثناس فيلزناش ، بيسنا أريمناس سفياماتش ، راسي ، فينثيكاو وأولي فيبينا ، إلى اليمين: مارسي كاميتلناس وكنايفاش تارتشونيس